# Parque nacional de Bromo Tengger Semeru
El Parque Nacional de Bromo Tengger Semeru se encuentra en el este de Java, Indonesia, al este de Malang y al sureste de Surabaya, capital de Java Oriental. Es la única área protegida en Indonesia que tiene un mar de arena, el Mar de Arena de Tengger (en indonesio: Laut Pasir Tengger), la cual es la caldera de un antiguo volcán (Monte Bromo) de la que han surgido cuatro nuevos conos volcánicos. Esta característica única cubre una área total de 5250 hectáreas a una altitud de aproximadamente 2100 m. El macizo también contiene la montaña más alta de Java, el Monte Semeru (3676 m), cuatro lagos y 50 ríos.
El Mar de Arena de Tengger ha sido protegido desde 1919. El parque nacional de Bromo Tengger Semeru fue declarado parque nacional en 1982.

## Ecosistema

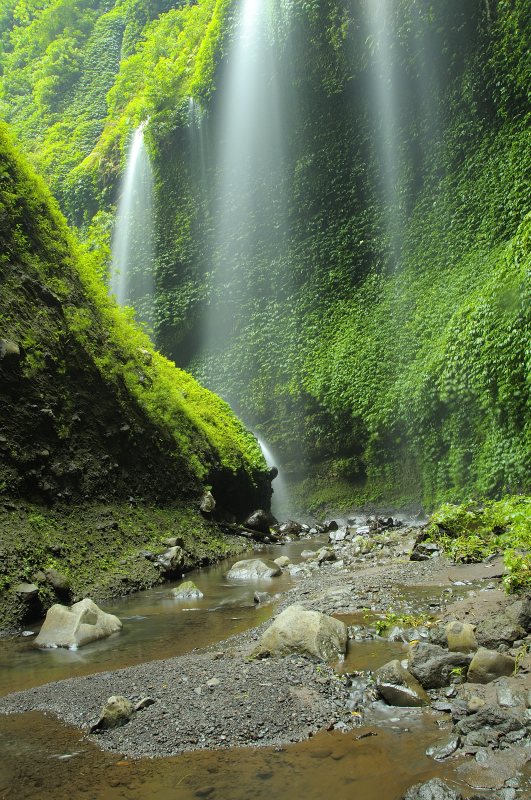
Cascadas Madakaripura en el parque nacional.

De acuerdo con las diferencias de temperatura y altura, los bosques dentro del parque se pueden clasificar en tres zonas:

### Zona Sub-montana (750-1500m)
Esta zona se clasifica como una selva tropical. Se puede encontrar en la zona sureste del Semeru. Esta área está dominada con plantas de la familia Fagaceae, Moraceae, Anacardiaceae, Sterculiaceae, y Rubiaceae. También hay árboles liana, tales como una variedad del género Calamus, Piper, Asplenium, y la begonia, y otras plantas de la familia Araceae, Poaceae, y Zingiberaceae. También hay 225 especies de orquídeas en esta zona. 

### Zona Montañosa (1500-2400m)
La vida vegetal se reduce en gran medida en este ámbito. La mayor parte de las especies que crecen en esta área son especies pioneras. También hay algunas plantas de madera tales como cemara (Casuarina junghuhniana) , mentinggi gunung (Vaccinium varingifolium) , kemlandingan gunung (Albizia lophantha), corteza de acacia (Acacia decurrens) y las plantas inferiores, tales como la Anaphalis longifongila y Anaphalis javanica.
El Mar de Arena de Tengger es un ecosistema especial. El área está cubierta de sedimentación volcánica de la arena de las actividades de Monte Bromo. El área resultante se cree que es la única zona desértica conocida en Indonesia. 

### Zona subalpina (por encima de 2400m)
La flora que cubre esta área son mentinggi gunung (Vaccinium varingifolium), cemara (Casuarina junghuhniana) y Kemlandingan gunung (Albizia lophantha). 
En el Monte Semeru, no hay vida vegetal por encima de la altitud de 3100
  metros. Esta zona está cubierta de piedras areniscas sueltas.

## Fauna
Hay una pequeña diversidad de fauna en el parque nacional de Bromo Tengger Semeru. Hay alrededor de 137 especies de aves, 22 especies de mamíferos y 4 especies de reptiles protegidos en el parque nacional. Ejemplos de ello son besra, pavo muticus, rusa timorensis, cuon alpinus, macaco cangrejero, gato jaspeado y leopardos.